# Clément Métezeau
Clément Métezeau est un maître maçon à l'origine de la dynastie des architectes du même nom. Installé à Dreux dès le début du XVIe siècle, il est le père de Jean et Thibault Métezeau. Il meurt entre 1537 et 1556.

## Biographie
Les seules traces de son travail se résument à sa participation, en 1512, à la réalisation du beffroi de Dreux et du portail de l'église Saint-Pierre, église paroissiale de la ville bâtie en 1524.

## Descendance

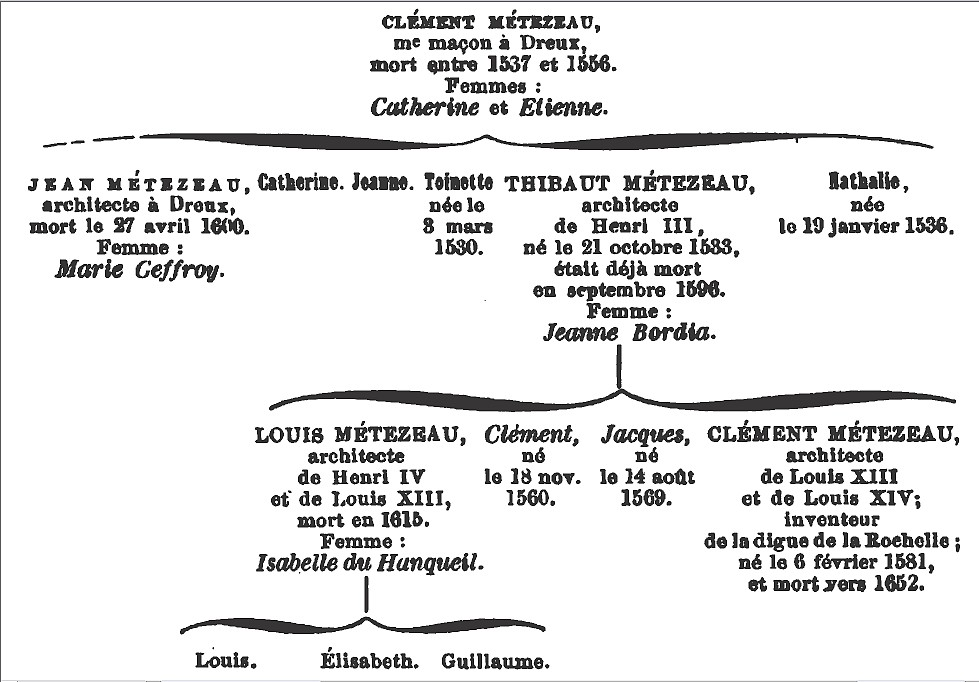
Arbre généalogique des Métezeau.

Il est également le premier membre d'une dynastie d'architectes du XVIe et de la première moitié du XVIIe siècle. Il compte pour descendants : 
- Jean Métezeau ;
- Thibault Métezeau ;
- Louis Métezeau ;
- Clément II Métezeau.